# Isla Brazos
La isla Brazos (en inglés: Brazos Island)  es una isla barrera en la costa del golfo de México frente al estado de Texas, en los Estados Unidos, al sur de la ciudad de South Padre Island. La isla es también conocida como isla Brazos Santiago, una referencia al puerto de Brazos Santiago, el primer asentamiento de los colonizadores españoles en la isla. Más tarde se convirtió en el puerto de Matamoros.
Posteriormente, en 1846, fue el primer objetivo militar de la Marina de los EE. UU., en apoyo de la invasión de México por el general Zachary Taylor. Durante la década de 1860 los soldados de la Unión ocuparon la isla y su puerto estratégico durante la Guerra Civil y se puso en marcha la expedición de Brazos Santiago donde se llevó a cabo la última batalla de la guerra conocida como la batalla de Palmito Ranch. Actualmente, la isla se encuentra deshabitada; existe una playa allí que se conoce como «Boca Chica» que forma parte de un parque estatal.